# Ван Янь
Ван Янь — китайская легкоатлетка, специализировалась в спортивной ходьбе. Чемпионка мира среди юниоров 1986 года в заходе на 5000 метров. Бронзовая призёрка Восточноазиатских игр 2001 года в с/х на 20 километров.
19 ноября 2001 года на Спартакиаде народов КНР заняла 1-е место с новым мировым рекордом — 1:26.22.